# ۹۲۵ (قمری)
۹۲۵ (قمری)، نهصد و بیست و پنجمین سال در گاهشماری هجری قمری است. اول محرم این سال برابر با سیزدهم ژانویه سال ۱۵۱۹ میلادی است.